# 里弗福里斯特 (伊利諾伊州)
里弗福里斯特（英語：River Forest）是位於美國伊利諾伊州庫克縣的一個村落。

## 地理
里弗福里斯特的座標為41°53′35″N 87°49′03″W / 41.89306°N 87.81750°W，而該地最高點為海拔高度190米（即623英尺）。

## 人口
根據2010年美國人口普查的數據，里弗福里斯特的面積為6.43平方千米，當中陸地面積為6.43平方千米，而水域面積為0.00平方千米。當地共有人口11172人，而人口密度為每平方千米1,737人。